# Argeliers

Argeliers este o comună în departamentul Aude din sudul Franței. În 1 ianuarie 2022 avea o populație de 2.128 de locuitori.